# Русова Тетяна Миколаївна
Тетяна Миколаївна Русова (30 серпня 1947, м. Олександрія, Кіровоградська область, УРСР, СРСР) — радянська, українська естрадна співачка 70-х — 80-х рр., викладач по класу естрадного вокалу Київського інституту музики імені Рейнгольда Ґлієра. Заслужений діяч мистецтв України (18.01.2018).

## Життєпис
Народилася на Кіровоградщині. Закінчила Білоцерківську школу мистецтв. 
Закінчила Студію естрадно-циркового мистецтва при Укрконцерті (1967) та Київське музичне училище ім. Р. Ґлієра (2003, естрадне і джазове відділення). 
У 1967—1968 — солістка Херсонської обласної філармонії (ВІА «Здрастуй, сонце!»), 1970—1996 — солістка Укрконцерту.
Співала українською та російською мовами. Найвідоміші пісні — «Моя любов, моя земля», «Червона троянда», «В краю дитинства», «Дві колії поза містом», «Журавочка», «Паморозь», «Чого квіти не в'януть», «Часу не гай».
Після закінчення кар'єри співачки почала викладати у Київському музичному училищі ім. Глієра (нині — Інститут музики). Її відомі учні — Катерина Бужинська, Тіна Кароль, Злата Оґнєвіч, Артем Мєх.